# 職業能力開発校一覧
職業能力開発校一覧（しょくぎょうのうりょくかいはつこういちらん）は、日本にある職業能力開発促進法に基づく職業能力開発校の一覧。全ての公共職業訓練の施設と、一部の認定職業訓練の施設を含む。

## 職業能力開発校

### 北海道
公共職業訓練（2009年4月現在）
- 北海道立札幌高等技術専門学院
- 北海道立函館高等技術専門学院
- 北海道立旭川高等技術専門学院
- 北海道立旭川高等技術専門学院稚内分校
- 北海道立北見高等技術専門学院
- 北海道立室蘭高等技術専門学院
- 北海道立苫小牧高等技術専門学院
- 北海道立帯広高等技術専門学院
- 北海道立釧路高等技術専門学院

認定職業訓練
- 札幌造園技術学院
- 札幌ビューティックアカデミー
- 札幌ハイヤー協会
- 千秋庵製菓----製パン・製菓技術科
- 北海道タイル高等職業訓練校
- 北海道ヘアーコレクションテクニカルカレッジ
- 北海道中央コンピュータカレッジ
- 北海道信用組合協会
- 北海道設備業協会
- 北ガス技術能力開発校
- 社団法人旭川地方自動車整備振興会
- 厚岸地方職業訓練協会
- 上川北部地域人材開発センター
- 富良野地域人材開発センター
- 留萌地域人材開発センター
- 岩内地域人材開発センター
- 室蘭市職業訓練センター
- 北見地域職業訓練センター
- 中空知地域職業訓練センター
- 余市技能訓練協会
- 社団法人函館地方法人会
- 社団法人函館地方自動車整備振興会
- 土屋アーキテクチュアカレッジ
- 札幌板金高等職業訓練校
- 札幌塗装技術学院
- 札幌左官高等職業訓練校
- 札幌高等技術専門校
- 道央建築高等職業訓練校
- 千歳職業技術専門校
- 北海道管設備高等職業訓練校
- 恵庭技術工学院
- 北日本鉄筋高等職業訓練校（北日本鉄筋高等職業訓練協会）
- 札幌ブロック建築高等職業訓練校
- 北海道石材技術学院
- 札幌ビューティックアカデミー
- 函館総合建設高等職業訓練校
- テクノカレッジ滝川
- 深川技術工学院
- 岩見沢地方高等職業訓練校
- 北海道中央コンピュータ・カレッジ
- 旭川建築高等職業訓練校
- 旭川左官高等職業訓練校
- カワムラマイスタースクール
- 留萌地方高等職業訓練校
- 稚内地方高等職業訓練校
- 網走地方高等職業訓練校
- 美幌高等職業訓練校
- 湧別地方高等職業訓練校
- 北見技術工学院
- 苫小牧地方高等職業訓練校
- 登別地方高等職業訓練校
- 日高高等技術専門校
- 帯広地方高等職業訓練校
- 釧路高等技術専門校
- 中標津地方高等職業訓練校
- 社団法人北見地域職業訓練センター
- 職業訓練法人釧路地方職業能力開発協会
- 社団法人苫小牧地域職業訓練センター
- 社団法人中空知地域職業訓練センター
- 社団法人北海道信用組合協会 北海道信用組合協会研修所
- 職業訓練法人遠軽地方職業訓練協会

### 東北

#### 青森県
公共職業訓練（2009年4月現在）
- 青森県立青森高等技術専門校
- 青森県立弘前高等技術専門校
- 青森県立八戸工科学院
- 青森県立むつ高等技術専門校

認定職業訓練
- 八戸職業能力開発校
- 十和田職業能力開発校
- 青森職業能力開発校
- 五所川原職業能力開発校
- 職業訓練法人むつ職業能力開発協会むつ職業能力開発校
- 三沢職業能力開発校
- 黒石職業能力開発校
- 弘前職業能力開発校
- 七戸職業能力開発校
- 上北職業能力開発校
- 中里職業能力開発校
- 三戸共同高等職業訓練校
- 浪岡共同高等職業訓練校
- 田子共同高等職業訓練校
- 名川共同高等職業訓練校
- 弘前調理共同高等職業訓練校
- 八戸調理共同高等職業訓練校
- 弘前和裁高等職業訓練校
- ヘアーメイク・アーティスタースクール
- あおもりコンピュータ・カレッジ
- 津軽地方高等職業訓練校
- 寿都土木協会
- 羊蹄訓練協会
- 京極職能開発協会
- 岩内地方技能向上協会

#### 岩手県
公共職業訓練（2009年4月現在）
- 岩手県立千厩高等技術専門校
- 岩手県立宮古高等技術専門校
- 岩手県立二戸高等技術専門校
- 岩手県立大船渡職業能力開発センター
- 岩手県立久慈職業能力開発センター

認定職業訓練
- 岩手中央高等職業訓練校（職業訓練法人岩手中央職業訓練協会）
- 花巻高等職業訓練校（職業訓練法人花巻職業訓練協会）
- 北上高等職業訓練校（職業訓練法人北上職業訓練協会）
- 水沢高等職業訓練校（職業訓練法人水沢職業訓練協会）
- 江刺高等職業訓練校（職業訓練法人江刺職業訓練協会）
- 一関高等職業訓練校（職業訓練法人一関職業訓練協会）
- 東磐高等職業訓練校(職業訓練法人東磐職業訓練協会)
- 陸前高田高等職業訓練校（職業訓練法人陸前高田職業訓練協会）
- 気仙高等職業訓練校（職業訓練法人気仙職業訓練協会）
- 釜石高等職業訓練校（職業訓練法人釜石職業訓練協会）
- 遠野高等職業訓練校（職業訓練法人遠野職業訓練協会）
- 宮古高等職業訓練校（職業訓練法人宮古職業訓練協会）
- 久慈高等職業訓練校（職業訓練法人久慈職業訓練協会）
- 二戸高等職業訓練校（職業訓練法人二戸職業訓練協会）
- 岩手県理容美容高等職業訓練校
- 北上コンピュータ･アカデミー
- 三陸ビューティカレッジ

#### 秋田県
公共職業訓練（2009年4月現在）
- 秋田県立大曲技術専門校
- 秋田県立鷹巣技術専門校
- 秋田県立秋田技術専門校

認定職業訓練
- 職業訓練法人鹿角地方職業能力開発協会
- 職業訓練法人大館北鹿職業能力開発協会
- 職業訓練法人鷹巣阿仁職業訓練協会
- 職業訓練法人能代職業訓練協会
- 職業訓練法人秋田中央職業訓練協会
- 職業訓練法人本荘由利職業訓練協会
- 職業訓練法人大曲仙北職業訓練協会
- 角館職業訓練協会
- 職業訓練法人横手地方職業能力開発協会
- 社団法人秋田県技能士会連合会
- 秋田県職業能力開発協会
- 職業訓練法人秋田県建設技能協会
- 能代商工会議所
- 秋田県総合職業訓練センター
- 本荘由利職業訓練協会
- 本荘由利地域職業訓練センター
- 秋田教習センター
- 社団法人秋田県自動車整備振興会
- アープビューティアカデミー訓練協会
- 株式会社リーディングアクター

#### 宮城県
公共職業訓練（2009年4月現在）
- 宮城県立白石高等技術専門校
- 宮城県立仙台高等技術専門校
- 宮城県立大崎高等技術専門校
- 宮城県立石巻高等技術専門校
- 宮城県立気仙沼高等技術専門校

認定職業訓練
- 職業訓練法人塩釜建設技能者訓練協会（木造建築)
- 職業訓練法人仙南地域職業訓練協会（電子計算機、工場管理、一般事務、経営実務、他)
- 職業訓練法人仙台都市圏職業訓練協会（電子計算機、工場管理、一般事務、土木、他)
- 職業訓練法人白石建設職組合訓練協会（木造建築、建築、板金)
- 職業訓練法人気仙沼技能者訓練協会（木造建築)
- 職業訓練法人宮城県建築技能訓練協会（建設)
- 職業訓練法人大崎地域職業訓練協会（木造建築、塑性加工、配管、板金、ＯＡ、他)
- 財団法人みやぎ建設総合センター（情報機器、土木)
- 宮城県建設技能者訓練協会連合会（木造建築、塑性加工、畳、表具)
- 仙台電気工事事業協同組合（電気)
- ヘアーアカデミー職業訓練協会（美容)
- 東日本美容技能教育会（美容)
- 宮城県洋装協会
- 株式会社和田商（美容)
- セレスティカ・ジャパン株式会社（電子機器組立)
- ヤンマー農機株式会社営業技術部東北研修サービスセンター（農業機械整備)
- 宮城県農機具商業協同組合（農業機械整備)
- 仙台ＩＴトレーニングセンター（情報システム)
- 社団法人宮城県情報サービス産業協会（情報処理)
- 日研総業株式会社仙台トレーニングセンター（半導体製造)
- 株式会社共同システムサービス（電子)

#### 山形県
公共職業訓練（2009年4月現在）
- 山形県立山形職業能力開発校
- 山形県立庄内職業能力開発センター

認定職業訓練（2005年現在）
- 職業訓練法人山形職業訓練協会 山形市高等職業専門校
- 天童高等職業訓練校
- 河北高等技能訓練校
- 東根高等職業訓練校
- 山形県電気工事高等職業訓練校
- 山形ヘアファッションスクール
- 山形県信用協会訓練校
- 山形観光アカデミー
- 寒河江市技術交流プラザ
- 山形建設工業団地協同組合デザイン開発機構
- SBC高等美容専門校
- サルビア理・美容職業訓練校
- 新庄マイスターカレッジ
- 米沢市高等技能専門校
- 長井高等職業訓練校
- 南陽高等技能専門校
- 認定訓練センターバルコモードファッションスクール
- 鶴岡産業能力開発学院
- 庄内職業高等専門校
- 鶴岡産業能力開発学院
- 環日本海美容アカデミー

#### 福島県
公共職業訓練（2010年4月現在）
- 福島県立テクノアカデミー会津職業能力開発校
- 福島県立テクノアカデミー浜職業能力開発校
- 福島県立テクノアカデミー郡山職業能力開発校

認定職業訓練
- 福島共同高等職業訓練校
- 福島県技能士会連合会
- 福島県清酒アカデミー職業能力開発校
- 郡山高等職業能力開発校
- 郡山商工会議所ビジネススクール
- 福島県板金高等職業訓練校
- 郡山理容職業能力開発校（休校）
- 田村建築共同高等職業訓練校
- 県南地区共同職業訓練校
- 白河市地域高等職業訓練校
- 職業訓練法人会津職業訓練協会会津共同高等職業訓練校
- 会津漆器技術後継者訓練校
- 会津喜多方建築高等職業訓練校（休校）
- 原町建設高等職業訓練校
- いわき共同高等職業訓練校
- いわき理容美容職業訓練校
- いわきコンピュータ・カレッジ（職業訓練法人いわき情報処理開発財団）
- ジョイ美容職業訓練校
- 内藤工業所高等職業訓練校（休校）
- 増子建設職業能力開発校
- 水谷建設株式会社小高研修センター（休校）
- 財団法人郡山市勤労者福祉施設振興公社

### 関東

#### 茨城県
公共職業訓練（2017年2月現在）
- 茨城県立産業技術短期大学校併設水戸産業技術専門学院
- 茨城県立日立産業技術専門学院
- 茨城県立鹿島産業技術専門学院
- 茨城県立土浦産業技術専門学院
- 茨城県立筑西産業技術専門学院

認定職業訓練
- 株式会社日立製作所日立事業所高等職業訓練校（株式会社日立製作所日立事業所）
- 日立アプライアンス株式会社家電事業部多賀家電本部サービス技術研修センタ（日立アプライアンス株式会社家電事業部多賀家電本部）
- 株式会社日立プラントテクノロジー土浦高等職業訓練校（株式会社日立プラントテクノロジー土浦事業所）
- 日立建機株式会社土浦工場高等職業訓練校（日立建機株式会社土浦工場）
- 株式会社関電工人材育成センター（株式会社関電工）
- 助川電気工業高等職業訓練校（助川電気工業株式会社）
- 山本和裁高等職業訓練校（山本和裁研究学院）
- アート理美容高等職業訓練校（有限会社サロン・ド・アート）
- ヤンマー農機株式会社関東研修サービスセンター（ヤンマー農機株式会社）
- コスモ石油ガス株式会社研修センター（コスモ石油ガス株式会社）
- コスモ石油株式会社東京研修センター（コスモ石油株式会社）
- 織田美容高等職業訓練校（有限会社織田美容室）
- 積水ハウス株式会社東日本教育訓練センター（積水ハウス株式会社）
- パナホーム株式会社東部職業能力開発校（パナホーム株式会社人材開発部）
- ヒロシ理美容高等職業訓練校（有限会社サロンドヒロシ）
- ビーズ理美容高等職業訓練校（有限会社ビーズ）
- 昭和シェル石油株式会社石岡研修センター（昭和シェル石油株式会社）
- 住金マネジメントテクノプラザ（住金マネジメント株式会社貸間事業所）
- 前川製作所技能研修所（株式会社前川製作所守谷工場）
- WFAビューティアカデミー（株式会社フレンズ企画）
- 株式会社日立産機システム多賀事業所サービス技術センター（株式会社日立産機システム）
- ダイキン工業株式会社つくば研修所（ダイキン工業株式会社東京支社）
- 江戸崎地区建築高等職業訓練校（職業訓練法人江戸崎地区建築高等職業訓練協会）
- 結城地区建設高等職業訓練校（職業訓練法人結城地区建設高等職業訓練協会）
- 県西地区下館建設高等職業訓練校（職業訓練法人県西地区下館建設高等職業訓練協会）
- 水戸建築高等職業訓練校（職業訓練法人水戸建築高等職業訓練協会）
- 龍ヶ崎地区高等職業訓練校（職業訓練法人龍ヶ崎地区高等職業訓練協会）
- 笠間地区建設高等職業訓練校（職業訓練法人笠間地区建設高等職業訓練校協会）
- 茨城県畳高等職業訓練校（職業訓練法人茨城県畳高等職業訓練校協会）
- 古河和裁高等職業訓練校（職業訓練法人匠国際職能開発協会）
- 筑西高等技能専門学院（職業訓練法人筑西職業訓練協会）
- 築西広域市町村圏事務組合
- 日立建設高等職業訓練校（日立建設高等職業訓練協会）
- 茨城県自動車整備技術専門校水戸校（茨城県自動車整備商工組合）
- 茨城県自動車整備技術専門校土浦校（茨城県自動車整備商工組合）
- 茨城県美容技術専門学院（茨城県美容業生活衛生同業組合）
- 茨城県板金高等職業訓練校（茨城県板金工業組合）
- SPC理美容高等職業訓練校(SPCジャパン茨城）
- ダイキン空調技術訓練校（ダイキン東日本EI技能向上協会）

#### 栃木県
公共職業訓練（2017年2月現在）
- 栃木県立県央産業技術専門校
- 栃木県立県北産業技術専門校
- 栃木県立県南産業技術専門校

認定職業訓練
- 栃木県造園高等技術学校
- 宇都宮共同高等産業技術学校
- 足利市共同高等産業技術学校
- 鹿沼共同高等産業技術学校
- 佐野共同高等産業技術学校
- 栃木共同高等産業技術学校
- 真岡共同高等産業技術学校
- 大田原地域職業訓練センター
- 鹿沼地域職業訓練センター

#### 群馬県
公共職業訓練（2017年2月現在）
- 群馬県立前橋産業技術専門校
- 群馬県立高崎産業技術専門校
- 群馬県立太田産業技術専門校

認定職業訓練（2010年1月現在）
- 富士重工業株式会社群馬製作所高等職業訓練校（富士重工業株式会社群馬製作所）
- 株式会社ミツバ認定高等職業訓練校（株式会社ミツバ）
- 三洋電機株式会社東京製作所高等職業訓練校（三洋電機株式会社東京製作所）
- 群馬フラワーデザイン訓練校（株式会社トム商会）
- 小倉クラッチ技能者養成所（小倉クラッチ株式会社）
- エレガンスアカデミー職業訓練校（株式会社エレガンス）
- 前橋ヘアメイクアカデミー（株式会社昴）
- ヤマトテクニカルスクール（株式会社ヤマト）
- 日研総業株式会社高崎トレーニングセンター（日研総業株式会社高崎トレーニングセンター）
- SSJパソコン・ワープロ教室（有限会社システムサービスジャパン）
- システム技術者養成センター群馬（株式会社セイデン）
- アゼリアレッスンアカデミー（有限会社Ｖ－Ｕｐトータルプランニング）
- 群馬着物着付士職業訓練校（千鶴きもの学院）
- 前橋高等職業訓練校（職業訓練法人前橋職業訓練協会）
- 高崎自動車整備学校（職業訓練法人高崎自動車職業能力開発協会）
- 桐生高等技能専門校（職業訓練法人桐生職業訓練協会）
- 伊勢崎佐波高等職業訓練校（職業訓練法人伊勢崎佐波職業訓練協会）
- 利根沼田地区高等職業訓練校（職業訓練法人利根沼田職業訓練協会）
- 渋川地区高等職業訓練校（職業訓練法人渋川職業訓練協会）
- みどり地区高等職業訓練校（職業訓練法人みどり職業訓練協会）
- 群馬理容職業訓練校（職業訓練法人群馬理容職業訓練協会）
- 高崎建設高等職業訓練校（高崎地区職業訓練協会）
- 太田地区高等職業訓練校（太田地区職業訓練協議会）
- 館林地区高等職業訓練校（館林地区職業訓練運営会）
- 富岡地区高等職業訓練校（富岡地区職業訓練運営会）
- 西吾妻地区高等職業訓練校（西吾妻地区高等職業訓練校運営会）
- 社団法人全国食肉学校（社団法人全国食肉学校）
- 草津観光学院（草津温泉旅館協同組合）
- 群馬県職業能力開発協会（群馬県職業能力開発協会）
- メディア・モーダ群馬職業訓練校（SPC群馬本部）
- 高崎問屋街職業訓練会（高崎問屋街職業訓練会）
- ジュンヘアモードカレッジ（協同組合ぐんまヘアモード）
- 群馬美容高等職業訓練校（群馬美容高等職業訓練校）
- 日本PMC研修学校（日本リサイクル緑化協会）
- 館林商工会議所学習センター（館林商工会議所）

#### 埼玉県
公共職業訓練（2017年2月現在）
- 埼玉県立中央高等技術専門校
- 埼玉県立川口高等技術専門校
- 埼玉県立川越高等技術専門校
- 埼玉県立熊谷高等技術専門校
- 埼玉県立熊谷高等技術専門校秩父分校
- 埼玉県立春日部高等技術専門校
- 埼玉県立職業能力開発センター

認定職業訓練
- 埼玉県畳高等職業訓練校
- 大宮建設高等職業訓練校
- 埼玉県タイルレンガ高等職業訓練校
- 職業訓練法人ポラス建築技術振興会職業訓練校(草加市)
- 上尾建設共同職業訓練運営会
- 職業訓練法人埼玉県ガス事業訓練会
- 職業訓練法人川越建設高等職業訓練運営会
- 職業訓練法人埼玉左官職業訓練協会
- 社団法人埼玉県左官業協会
- 埼玉県西部理容人材育成協議会
- 有限会社浜和裁学院
- 比企建設共同職業訓練運営会
- 職業訓練法人埼玉ファッションアカデミー運営会埼玉ファッションアカデミー
- 職業訓練法人蕨戸田建設高等職業訓練運営会蕨戸田建設高等職業訓練校
- 埼玉県電気工事工業組合S ・E・Cセンター
- 株式会社クリップ埼玉県認定美容師職業訓練校
- ユニオン建設保線技術研修センター
- 近藤建設職業訓練校テクニカルセンター
- 全国圧入協会
- 大野建設認定職業訓練校「番匠塾」
- 埼玉土建技術研修センター(職業訓練法人)
- 中央洋裁高等職業訓練校
- 坂戸職業訓練センター
- 埼玉県建具組合連合会
- 埼玉理容中央研理会
- 埼玉県板金工業組合
- 埼玉県建設工業組合連合会
- 埼玉県洋裁技能協会
- 社団法人埼玉県警備業協会
- ユニオン建設建設災害防止協力会
- ゼルオシャレアカデミー
- ヤマギワビューティーカレッジ
- コアヘアメイクカレッジ
- ビューティガロ本部教育センター
- カズミスクール訓練協会
- 埼玉県電業協会
- 埼玉建設大工工事業協会
- 埼玉塗装看板業協会
- 埼玉職業能力開発協会
- 社団法人技能士会連合会

#### 千葉県
公共職業訓練（2017年2月現在）
- 千葉県立市原高等技術専門校
- 千葉県立船橋高等技術専門校
- 千葉県立我孫子高等技術専門校
- 千葉県立旭高等技術専門校 - ウェイバックマシン（2015年2月19日アーカイブ分）
- 千葉県立東金高等技術専門校

認定職業訓練
- 安房共同高等職業訓練校
- 市原共同高等職業訓練校
- 柏工業専門校（柏地区共同職業訓練協会）
- 君津郡市共同高等職業訓練校（職業訓練法人君津郡市職業訓練協会）
- 京葉縫製共同高等職業訓練校
- 佐倉共同高等職業訓練校
- 山武共同高等職業訓練校（職業訓練法人山武共同職業訓練協会）
- 住友林業建築技術専門校
- 千葉県菓子共同高等職業訓練校（千葉県菓子職業訓練協会）
- 千葉県建築設備高等技術専門校（千葉県水道管工事協同組合）
- 銚子市共同高等職業訓練校
- 成田共同高等職業訓練校
- 松戸共同高等職業訓練校（松戸共同職業訓練協会）
- 鉄建建設株式会社総合技術センター研修センター
- With Beauty Academy
- フレンド・ビューティ・テクニカル・アカデミー

#### 東京都
公共職業訓練（2017年2月現在）
- 東京都立中央・城北職業能力開発センター
- 東京都立中央・城北職業能力開発センター高年齢者校
- 東京都立中央・城北職業能力開発センター板橋校
- 東京都立中央・城北職業能力開発センター赤羽校
- 東京都立城南職業能力開発センター
- 東京都立城南職業能力開発センター大田校
- 東京都立城東職業能力開発センター
- 東京都立城東職業能力開発センター江戸川校
- 東京都立城東職業能力開発センター台東分校
- 東京都立多摩職業能力開発センター
- 東京都立多摩職業能力開発センター八王子校
- 東京都立多摩職業能力開発センター府中校

認定職業訓練
- 東京無線教育センター
- 日野工業高等学園(日野自動車運営)
- 東電学園(東京電力運営。2007年3月閉校）
- 東京電設サービス(株)職業能力開発促進センター
- 東京ものづくり名工塾
- 東京建築高等職業訓練校
- 東京グリーンコーディネータカレッジ東京園芸装飾専門校(東京グリーンサービス事業協同組合)
- 財団法人啓成会 啓成会高等職業技術専門校 義肢装具科
- 東京包装材料商業協同組合職業訓練校
- 東京包装高等専門校
- 東京製本高等技術専門校（東京都製本工業組合）
- 東京建具高等職業訓練校（東京建具協同組合）
- 東京都塗装高等技術専門校（東京都塗装工業協同組合）
- 東京都鍍金工業組合高等職業訓練校（東京都鍍金工業組合）
- NHDKアカデミー東京（美容協同組合日本ヘアデザイン協会）
- 職業訓練法人東京土建技術研修センター
- 自家用自動車運転士専門校
- 富建築高等訓練校
- 全日本みやうち着付士職業訓練校
- 大田高等職業訓練校
- 東京都畳高等職業訓練校
- 職業訓練法人東京土建技術研修センター
- 株式会社マルチビルダー高等職業訓練校
- 自家用自動車運転士専門校
- 東京表具内装職業訓練校
- 東京都調理高等職業訓練校 第2庄やビル大庄研修センター
- 東京都製本工業組合 - 東京製本高等技術専門校
- ビラハウジング職業訓練校 （株）ビラハウジング
- 鈴木職業訓練所
- 東京表具高等職業訓練校
- 財団法人啓成会義肢装具・職業技術専門校
- 職業訓練法人 東京都理美容技能協会, 東京都理美容技能開発校
- コムヘアデザインアカデミー
- 東京都菓子学園
- 東京都造園高等職業訓練校
- 東京硝子高等技能専門校
- 東京都板金高等職業訓練校

#### 神奈川県
公共職業訓練（2017年2月現在）
- 県立[8]（愛称：かなテクカレッジ）
  - 神奈川県立東部総合職業技術校
  - 神奈川県立西部総合職業技術校
- 横浜市立[9]
  - 横浜市中央職業訓練校

認定職業訓練
- 川崎建築高等職業訓練校
- 川崎北部建職高等職業訓練校
- 川崎高等職業技術校
- 横浜建築高等職業訓練校
- 三浦建築高等職業訓練校
- 湘北建築高等職業訓練校
- 株式会社マルチビルダー高等職業訓練校
- 神奈川能力開発センター職業訓練校
- 神奈川北きもの着付士能力開発校
- PCアカデミーオーシャン小田原校
- 市光工業株式会社伊勢原製造所職業訓練校
- abistテクノデザインカレッジ
- 綾瀬市湘北建築高等職業訓練校
- 社団法人神奈川県警備業協会 社団法人神奈川県警備業協会研修センター
- 神奈川県印章高等職業訓練校

#### 山梨県
公共職業訓練（2017年2月現在）
- 山梨県立狭南高等技術専門校
- 山梨県立就業支援センター

認定職業訓練
- 山梨県職業能力開発協会
- 職業訓練法人富士吉田職業訓練協会

### 中部

#### 新潟県
公共職業訓練（2017年2月現在）
- 新潟県立新潟テクノスクール
- 新潟県立上越テクノスクール
- 新潟県立三条テクノスクール
- 新潟県立魚沼テクノスクール

認定職業訓練
- NHDKアカデミー新潟
- シオンビューティーカレッジ
- ピカソビューティーカレッジ
- ゆうビュウティーカレッジ
- 安田瓦高等職業訓練校
- 魚沼サンティックスクール（普通課程：木造建築科/短期課程：情報処理科、OA－CAD科等を実施、職業訓練法人 南魚沼職業能力開発運営協会）
- 佐渡高等職業訓練校（普通課程：木造建築科/専修訓練：建築製図科/短期課程：建築科、左官科、職業訓練法人 佐渡職業訓練協会）
- 三条市高等職業訓練校（普通課程：木造建築科/専修訓練：建築製図科/短期課程：一般事務科、職業訓練法人 三条職業訓練協会）
- 糸魚川高等職業訓練校（普通課程：木造建築科/専修訓練：建築製図科/短期課程：測量科、一般事務科、電気工事科、経理事務科、職業訓練法人 糸魚川職業訓練協会）
- 十日町市高等職業訓練校（専修訓練：建築製図科/短期課程：一般事務科、測量科、経理事務科、電子計算機科、職業訓練法人 十日町職業訓練協会）
- 十日町和洋裁高等職業訓練校
- 匠塾
- 小千谷市高等職業訓練校（普通課程：木造建築科、職業訓練法人 小千谷市職業訓練協会）
- 上越人材ハイスクール（普通課程：塑性加工科、木造建築科、建築設計科、左官・タイル施工科/専修訓練：建築製図科、経理事務科/短期課程：電気工事科、電子計算機科等を実施、職業訓練法人 上越職業訓練協会）
- 職業訓練法人岩船郡村上市職業訓練協会村上高等職業訓練校
- 職業訓練法人長岡電気工事職業訓練協会 長岡電気工事専修職業訓練校
- 職業訓練法人南魚沼職業能力開発運営協会
- 新井高等職業訓練校（普通課程：木造建築科/専修訓練：建築製図科/短期課程：建築科、調理科、石材科、左官科、職業訓練法人 新井職業訓練協会）
- 新潟ビューティーアカデミー
- 新潟県自動車整備振興会技能講習所
- 新潟県酒造組合職業訓練校
- 新潟県信用組合協会職業訓練校
- 新潟県電気工事工業組合職業訓練校
- 新潟市高等職業訓練校（普通課程：塑性加工科、建築設計科、経理事務科、木造建築科、電気工事科/専修訓練：電気工事科/短期課程：造園科、配管科、鉄筋組立科等を実施、職業訓練法人 新潟市職業訓練協会）
- 新建ビルド技能研修所
- 西蒲原高等職業訓練校（普通課程：木造建築科/短期課程：建築科、建築設計科、職業訓練法人 西蒲原職業訓練協会）
- 千代田テクニカル・スクール
- 村上高等職業訓練校（普通課程：漆器科、木造建築科/短期課程：建築料、塗装科、観光ビジネス科、電子計算機科、木工科、左官科、板金科、漆器科、職業訓練法人 岩船郡村上市職業訓練協会）
- 長岡市高等職業訓練校（普通課程：塑性加工科、木造建築科、塗装科/専修訓練：建築製図科/短期課程：建築科、塗装科、板金科等を実施、職業訓練法人 長岡市職業訓練協会）
- 福田アカデミー
- 北陸瓦斯技術センター

#### 富山県
公共職業訓練（2017年2月現在）
- 富山県技術専門学院

認定職業訓練
- オダケホーム建築技能センター（オダケホーム建築技能士育成会、普通課程：木造建築科）
- トヤマウッディカルスクール（富山県木材組合連合会、短期課程：木材加工科）
- 井波木彫刻工芸高等職業訓練校（職業訓練法人井波彫刻工芸協会、普通課程：木材工芸科）
- 魚津建築高等職業訓練校（職業訓練法人魚津建築協会（魚津地域建築組合内）普通課程：木造建築科）
- 高岡建築協会（高岡市職業訓練センター内）、短期課程）
- 高岡建築高等職業訓練校（高岡建築協会、普通課程：木造建築科）
- 高岡板金高等職業訓練校（職業訓練法人高岡板金協会（高岡市職業訓練センター内）普通課程：塑性加工科）
- 砺波建築高等職業訓練校（職業訓練法人砺波建設会、普通課程：木造建築科）
- 砺波板金高等職業訓練校（職業訓練法人両砺波板金協会、普通課程：塑性加工科）
- 砺波市・砺波地域職業技能開発協会
- 富山建築高等職業訓練校（職業訓練法人富山建築協会（富山職業能力開発センター内)普通課程：木造建築科）
- 富山県左官高等職業訓練校（富山県左官事業協同組合（富山職業能力開発センター内)普通課程：左官・タイル施工科）
- 富山県林業カレッジ（社団法人富山県農林水産公社、普通課程：森林環境保全科）
- 富山板金高等職業訓練校（職業訓練法人富山板金訓練協会、普通課程：塑性加工科）
- 富山美容職業訓練校（職業訓練法人富山美容職業訓練会、短期課程：美容科）
- 富山理容組合職業訓練校（富山県理容生活衛生同業組合、短期課程：理容科）

#### 石川県
公共職業訓練（2017年2月現在）
- 石川県立小松産業技術専門校
- 石川県立金沢産業技術専門校
- 石川県立七尾産業技術専門校
- 石川県立能登産業技術専門校

認定職業訓練
- 財団法人石川県金沢勤労者プラザ
- 石川県造園業協同組合

#### 福井県
公共職業訓練（2017年2月現在）
- 福井県立福井産業技術専門学院
- 福井県立敦賀産業技術専門学院

認定職業訓練
- 職業訓練法人福井県板金高等職業訓練校
- 福井人材開発センター
- 大野地域職業訓練センター
- （有）ドリーム・オン

#### 長野県
公共職業訓練（2017年2月現在）
- 長野県長野技術専門校
- 長野県松本技術専門校
- 長野県岡谷技術専門校
- 長野県飯田技術専門校
- 長野県佐久技術専門校
- 長野県上松技術専門校

認定職業訓練
- 上小高等職業訓練校
- 飯田高等職業訓練校
- 長野共同高等職業訓練校長野地域職業訓練センター
- 諏訪高等職業訓練校
- 茅野高等職業訓練校
- 中高高等職業訓練校中野地域職業訓練センター
- 飯岳高等職業訓練校
- 岩野建設専門技能訓練学園
- 中信職業訓練センター
- 大北高等職業訓練校
- 佐久高等職業訓練校
- 塩尻高等職業訓練校
- 塩尻市木曽高等漆芸学院
- 建設訓練センター
- 中信電気工事士職業訓練校
- 松本市中小企業能力開発学院
- 坂城町中小企業能力開発学院
- 長野県労働基準協会訓練センター
- 中部労働技能教習センター
- 長野労働基準協会教育センター
- 長野県自動車整備振興会
- 下諏訪町中小企業能力開発学院
- 松本理美容職業訓練校
- 諏訪労働基準協会教育センター
- 職業訓練法人諏訪協会
- 長野県林業労働力確保支援センター
- 長野美容理容高等職業訓練校
- 長野県職業能力開発協会
- 中野労働基準協会教育センター
- 更埴労働基準協会教育センター
- 建設業労働災害防止協会長野県支部
- 一般社団法人長野県溶接協会
- 陸上貨物運送事業労働災害防止協会長野県支部
- 社団法人松本労働基準協会
- 社団法人日本クレーン協会長野支部
- 長野理容美容ヘアーモードアカデミー
- 社団法人大町労働基準協会
- 社団法人上小労働基準協会
- まつもと職業能力開発校
- シガ美容職業訓練校
- アルファ・ヘアアカデミー
- 日研総業株式会社信州トレーニングセンター

#### 岐阜県
公共職業訓練（2017年2月現在）
- 岐阜県立国際たくみアカデミー職業能力開発校
- 岐阜県立国際たくみアカデミー木工芸術スクール

認定職業訓練
- 職業能力開発校木匠塾
- 職業訓練法人大垣地域職業訓練協会
- 職業訓練法人岐阜県板金職業訓練協会
- ナベヤ (企業)研修センター
- テクニカルスタジオ・ウパーリ
- クローリ・テクニカル訓練校
- 中部着付養成専門学院
- 三菱電機中津川製作所テクノスクール

#### 静岡県
公共職業訓練（2017年2月現在）
- 静岡県立沼津技術専門校（愛称：沼津テクノカレッジ）
- 静岡県立清水技術専門校（愛称：清水テクノカレッジ）
- 静岡県立浜松技術専門校（愛称：浜松テクノカレッジ）

認定職業訓練
- 伊東高等職業訓練校（職業訓練法人伊東職業訓練協会）
- 静岡県屋根技術高等専門学院（職業訓練法人国際総合技能育成協会）
- 伊豆高等職業訓練校（職業訓練法人伊豆職業訓練協会）
- 沼津高等職業訓練校（職業訓練法人沼津連合建設協会）
- 駿東地域職業能力開発学院（職業訓練法人駿東地域職業能力開発協会）
- 職業訓練法人西地域職業能力開発協会
- 富士和裁高等専門学院（職業訓練法人富士和裁職業訓練協会）
- 富士教育訓練センター（職業訓練法人全国建設産業教育訓練協）
- 富士調理製菓専門学校（学校法人旭学園）
- 矢崎総業株式会社計装本部（矢崎総業株式会社富士研修センター）
- 東芝キャリアテクニカルスクール（東芝キャリア株式会社）
- コマツテクノセンター（コマツテクノセンター）
- 奥山美容職業訓練校（有限会社奥山）
- 国際人材開発協会訓練センター（職業訓練法人国際人材開発協会）
- 国際総合技能育成協会（職業訓練法人）
- 水道会館（沼津市指定給水工事店協同組合）
- 静岡県技能士会連合会訓練センター（社団法人静岡県技能士会連合会）
- 静岡高等技能学校（職業訓練法人静岡技能協会）
- 社団法人静岡県労働基準協会連合会安全衛生センター（社団法人静岡県労働基準協会連合会）
- 陸上貨物運送事業労働災害防止協会静岡県支部（社団法人陸上貨物運送事業労働災害防止協会静岡県支部）
- 建設業労働災害防止協会静岡県支部安全衛生教育センター（建設業労働災害防止協会静岡県支部安全衛生教育センター）
- AZプラン高等ヘアーアカデミー学院（AZプランサロン会）
- 藤枝建築高等職業訓練校（藤枝建築事業協同組合）
- 静岡県建設学院（職業訓練法人静岡県建設業能力開発協会）
- 榛南建築高等職業訓練校（職業訓練法人榛南職業訓練協会）
- 静岡県自動車整備振興会技術講習所（社団法人静岡県自動車整備振興会）
- アーティストビューティースクール（青春理美容学苑）
- 日立アプライアンス株式会社技術研修所（日立アプライアンス株式会社技術研修所）
- 圧縮機技術学校（株式会社日立産機システム事業統括本部空圧システム事業部）
- 三菱電機株式会社住環境営業技術研修センターテクノスクール静岡（三菱電機株式会社住環境システムエンジニアリングセンター）
- 城北和裁専門学院（城北和裁）
- 訓練協会GMテクニカルアカデミー（訓練協会GMテクニカルアカデミー）
- フォルテ（フォルテ運営協会）
- 小笠高等職業訓練校（小笠建築合同組合）
- P.H.7アカデミー（P.H.7グループ）
- 中遠建築高等職業訓練校（職業訓練法人中遠建築職業訓練協会）
- 浜松建築高等職業訓練校（職業訓練法人浜松建築職業訓練協会）
- 浜松市浜北高等技能開発校（浜北商工会）
- 湖西職業能力開発学院（職業訓練法人湖西地域職業能力開発協会）
- 浜松ビューティカレッジ（職業訓練法人静岡県理容美容技能開発協会）
- 東洋キャリア株式会社掛川研修センター（東洋キャリア株式会社掛川事業所）
- 内海和裁高等職業訓練校（内海和洋裁所、普通課程：和裁）
- 遠鉄磐田自動車学校（株式会社遠鉄自動車学校）
- 訓練協会IT's GLOBAL ACADEMY（訓練協会 IT's GLOBAL ACADEMY）

#### 三重県
公共職業訓練（2017年2月現在）
- 三重県立津高等技術学校

認定職業訓練
- マコービューティーカレッジ
- 三重ビューティーカレッジ
- 富士電機リテイルシステムズ商品技術研修所
- コスモ石油四日市研修センター
- 富士電機技能研修センター
- 鈴鹿地域職業訓練協会
- 鈴鹿技能高等教育センター
- 鈴鹿建設高等職業訓練校
- 三重県板金高等職業訓練校
- 三重県建設高等職業訓練校
- 伊勢建設高等職業訓練校能力開発校
- 紀北建設高等職業訓練校
- 伊賀建築高等職業訓練校
- 三重県自動車整備振興会
- 三重瓦技能士養成校
- 四日市建設職業訓練協会四日市建設高等職訓校
- 伊勢建築高等職業訓練校

#### 愛知県
公共職業訓練（2017年2月現在）
- 愛知県立名古屋高等技術専門校
- 愛知県立岡崎高等技術専門校
- 愛知県立一宮高等技術専門校
- 愛知県立窯業高等技術専門校
- 愛知県立高浜高等技術専門校
- 愛知県立東三河高等技術専門校

認定職業訓練
- 愛三工業#愛三学園
- 愛知製鋼技術学園
- アイシン高等学園
- アイシン高丘ものづくり研修所
- アイホンJTセンター
- 豊橋高等技術専門校（職業訓練法人豊橋共同職業訓練協会）
- INAX建築技術専門校
- トヨタ工業学園
- 名機製作所名機スクール（射出成形機の専門研修施設）
- デンソー工業学園高等専門課程
- 職業訓練法人岡崎技術工学院
- 職業訓練法人名古屋経営研究所
- 財団法人一宮地域職業訓練センター管理公社
- 愛知県職業能力開発協会
- 財団法人港湾労働安定協会
- 財団法人岡崎技能開発公社
- 財団法人衣浦地域職業訓練センター管理公社
- 東海ブロック信用組合協議会 東海ブロック信用組合訓練校
- 日本ボイラ協会愛知支部
- ブランシェ・ アカデミー
- 愛知県板金総合職業訓練協会 愛知県板金技能専門校
- 愛理協ヘアアカデミー、
- 大成 (愛知県) #大成職業訓練校、
- ABCスクール
- パッション・ピープル・ポット人材開発センター
- ユーネットランス教育センター、
- 愛知介護美容職業訓練校、
- 愛知県菓子学園協議会 愛知県菓子技術専門校
- 愛知県左官業協同組合 愛知県左官高等職業訓練校
- 愛知県室内装飾事業協同組合 愛知インテリア・アカデミー
- 愛知県板硝子共同職業訓練連合会 愛知県硝子施工高等職業訓練校
- 愛知県美容職業訓練校、
- 愛知県表具内装組合連合会 工芸大学訓練校
- 株式会社東亜 東亜和裁士育成学院
- 財団法人建築物管理訓練センター中部支部
- 社団法人愛知県金属プレス工業会
- 社団法人中部日本プラスチック製品工業協会 中部日本プラスチック職業訓練校
- 中部配管工事業協同組合
- 職業訓練校愛知ビューティーアカデミー
- 職業訓練法人愛知県瓦協会 愛知県瓦高等職業訓練校 （社団法人 全日本瓦工事業連盟）
- 職業訓練法人愛知県建設センター 名古屋建築技能大学校
- 職業訓練法人愛知県建設職業訓練協議会 愛知建連技能専門校 （平成19年4月より碧南、刈谷、安城、半田職業訓練校の統合）
- 職業訓練法人愛知県電機技術振興会 愛知県電機技術工学院
- 職業訓練法人愛知県電気技術センター 愛知県電気技術専門学院
- 職業訓練法人一宮職業訓練協会 一宮高等技能専門学院
- 職業訓練法人豊田職業訓練協会 豊田高等職業訓練校
- 職業訓練法人名古屋職業訓練協会 名古屋高等技能専門学院（愛知県建築組合連合会、愛知和服裁縫業協同組合、愛知県営業写真家協会）
- 名古屋市指定水道工事店協同組合 名古屋建築設備高等技術専門校
- 有限会社森本和裁学院 森本和裁高等職業訓練校
- 車検のコバック・コバック車検大学
- 株式会社フジタクシーグループ研修センター

### 近畿

#### 滋賀県
公共職業訓練（2010年1月現在）
- 滋賀県立高等技術専門校草津校舎（愛称：テクノカレッジ草津）
- 滋賀県立高等技術専門校米原校舎（愛称：テクノカレッジ米原）

認定職業訓練
- 滋賀県自動車整備研究センター
- パナソニック マーケティングスクール
- 湖南地域職業訓練センター
- 滋賀県建築組合八幡支部
- 滋賀高等学園
- 八幡工匠会滋賀県八幡建築高等職業訓練校
- 滋賀県溶接職業訓練校
- 職業訓練校テクニカルスクール ヒロセビートル #ヒロセビートルテクニカルスクール（美容職業）
- 滋賀県草津市職業訓練校
- 滋賀電気技術専門学院(職業訓練法人滋賀県電気工事技術協会)
- 組合立車体整備専修校(職業訓練法人 車体整備訓練協会)
- 職業訓練法人湖南地域職業訓練協会
- 滋賀県理容美容学園
- 滋賀県八幡建築職業訓練校
- 日研総業株式会社彦根トレーニングセンター
- 村岡通信建設認定職業訓練所普通課程第一種電気通信科
- 企業内認定職業訓練 たねや#たねやアカデミー（旧：たねや菓子職業訓練校）
- 滋賀県畳高等職業訓練校（滋賀県畳工業協同組合）
- 大垣地域職業訓練協議会
- 滋賀県瓦高等職業訓練校（社団法人 全日本瓦工事業連盟）

#### 京都府
公共職業訓練（2010年1月現在）
- 京都府立京都高等技術専門校
- 京都府立陶工高等技術専門校
- 京都府立福知山高等技術専門校

認定職業訓練
- 島津工科学校
- 株式会社山崎和裁研修塾京都和裁高等職業訓練校
- 京都和裁学院
- 京都きものファッションスクール和裁訓練校
- なでしこビューティアカデミー
- 京都着物着付士職業訓練校
- シャーロン美容・接客技術研修所
- WAKAHAYASHIビューティアカデミー
- 職業訓練法人ケーイーシー
- 京都畳技術専門学院
- 京都府建築設備高等技術専門校
- 福知山左官高等職業訓練校
- 京丹後市高等職業訓練校
- 京都府左官技能専修学院
- 京都府板金高等職業訓練校
- 京都府電気技術高等職業訓練校
- 京都府硝子技術高等職業訓練校
- 京都府菓子技術専門校
- 全京都建築高等職業訓練校
- 西陣織高等職業訓練校
- 京都電気技術専門学院
- 京都造園高等職業訓練校
- 京都瓦技術専門学院（社団法人 全日本瓦工事業連盟）
- 丹後地域職業訓練センター
- 職業訓練法人城南地域職業訓練協会 城南地域職業訓練センター
- 京測協高度技術学院
- 京都金属プレス高度技術学院
- 京都府ビューティカレッジ
- 京都印刷高度化技術学院
- 協同組合京都タクシー協会職業訓練センター
- 京都府写真スクール
- 花工房アカデミー
- 京都府花商フラワー装飾技能職業訓練校
- ムラタものづくり研修センター

#### 大阪府
公共職業訓練
- 大阪府立北大阪高等職業技術専門校（2013年4月開校）
- 大阪府立東大阪高等職業技術専門校
- 大阪府立南大阪高等職業技術専門校
- 大阪府立夕陽丘高等職業技術専門校
- 大阪府立東淀川高等職業技術専門校（2009年3月閉校）
- 大阪府立守口高等職業技術専門校（2013年3月閉校）
- 大阪府立芦原高等職業技術専門校（2019年3月閉校）

認定職業訓練
- 日本メンズ美容専門校
- NTM文化芸術高等美容職業専門校
- TBHアカデミー
- オンテックス・テクニカルスクール
- ジョイボックスアカデミー
- マルシェ塾
- ミキヤヘアメイクカレッジ大阪府認定職業訓練校
- ワールドヘアビジネス会
- 一般社団法人中小企業組合総合研究所
- 我楽多ビューティアカデミー
- 株式会社イワサキ
- 株式会社ジュノビューティー
- 株式会社ビグディーインターナショナル
- 株式会社ビューティーサロンモリワキ
- 関西環境開発センター
- 関西配管工事業協同組合
- 関西理容美容能力開発協会
- 国際理美容協会
- 財団法人大阪生涯職業教育振興協会
- 社団法人大阪外食産業協会
- 社団法人大阪技術振興協会
- 社団法人大阪府港湾教育訓練協会
- 職業訓練法人育承会
- 職業訓練法人大阪ヒューマン・アカデミー
- 職業訓練法人大阪府整容職業訓練協会
- 職業訓練法人大阪府電気工事技術協会
- 職業訓練法人大阪府洋菓子職業訓練協会 大阪府洋菓子技術専門校
- 職業訓練法人大阪理美容職業訓練協会
- 神戸屋高等職業訓練校
- 西日本電気システム株式会社西日本電気システム技術学園
- 大阪建設労働組合
- 大阪配管高等職業訓練校
- 大阪府クリーニング生活衛生同業組合
- 大阪府フラワーデザインカレッジ
- 大阪府瓦商工業協同組合
- 大阪府瓦茸高等職業訓練校（社団法人 全日本瓦工事業連盟）
- 大阪府時計宝飾眼鏡商業協同組合大阪府時計高等職業訓練校
- 大阪府職業能力開発協会（職業訓練センター）
- 大阪府鍍金工業組合
- 大阪府内装工事業訓練協会、
- 大阪府板金工業組合
- 大阪府板硝子商工業協同組合
- 大阪府表具内装協同組合
- 大阪府洋菓子技術専門校
- 特定非営利活動法人　日本環境管理協会
- 認定職業訓練校大阪府フラワーデザインカレッジ

#### 兵庫県
公共職業訓練（2011年4月現在）
- 兵庫県立豊岡高等技術専門学院（兵庫県立但馬技術大学校の内部組織）
- 兵庫県立神戸高等技術専門学院
- 兵庫県立ものづくり大学校

認定職業訓練
- きもの工房花うさぎ和裁教室
- ククポーレ高等職業訓練学校
- はりまコンピュータ・カレッジ（平成19年廃校、職業訓練法人西播磨情報処理人材開発財団）
- 加古川職業能力開発促進センター
- 三好キカイ
- 三田建設技能研修センター
- 三菱重工高砂製作所技能訓練生教育（三菱重工業高砂研究所）
- 社団法人神戸港湾教育訓練協会 社団法人神戸港湾教育訓練協会
- 職業訓練校ポリーキャリースクール
- 職業訓練法人 近畿建設技能研修協会三田建設技能研修センター
- 職業訓練法人アマダスクール
- 職業訓練法人姫路地域職業能力開発協会
- 西日本かわら技術学院
- 西播建設業組合・認定職業訓練学校
- 職業訓練法人西脇地域職業訓練協会
- 西脇地域職業訓練センター
- 赤穂研修センターみさき
- 相生技能研修センター
- 着物の仕立て屋 花うさぎの和裁教室
- 美樹工業能力開発センター
- 兵庫技術工学院石工職業訓練校
- 兵庫県管工事業協同組合連合会
- 兵庫県建築技能専門学院
- 兵庫県写真師会
- 兵庫県表装技能訓練校
- 兵庫県洋菓子技術専門校
- 兵庫土建宍粟建築技能協会建築技能専門学院
- 兵庫土建神戸建築技能協会建築技能専門学院
- 兵庫土建姫路建築技能協会建築技能専門学院

#### 奈良県
公共職業訓練（2010年2月現在）
- 奈良県立高等技術専門校

認定職業訓練
- シャープ人材開発センター
- 奈良県美容専修職業訓練校美容科 - 橿原市曽我町
- 奈良県板ガラス高等職業訓練校ガラス施工科 - 大和高田市旭北町
- 社団法人奈良県労働基準協会溶接科他 - 奈良市法蓮町
- ティー・エム配置広域高等職業訓練校医療品販売科 - 御所市西寺田
- 陸上貨物運送事業労働災害防止協会奈良県支部機械運転科 - 大和郡山市額田剖
- 社団法人建設荷役車両安全技術協会奈良県支部建設車両科 - 奈良市法蓮町
- 奈良県緑化土木協同組合造園科 - 奈良市東紀寺町
- 奈良県職業能力開発協会一般事務科 - 奈良市登大路町
- 奈良県自動車車体整備高等職業訓練校自動車体整備科 - 磯城郡田原本町
- 奈良県林業機械化推進センター森林環境保全科他 - 吉野郡吉野町香束
- 奈良交通(株)研修センター自動車運転科 - 大和郡山市井戸野
- 建設業労働災害防止協会奈良県支部建設業労働安全衛生科 - 奈良市高天町
- 奈良県造園建設高等職業訓練校造園科 - 奈良市三条大路
- 奈良県建築塗装高等職業訓練校塗装科 - 奈良市大宮町
- 特定非営利活動法人労働安全推進協会機械運転科他 - 橿原市内膳町
- 青垣環境デザイン高等職業訓練校造園科 - 奈良市右京
- ジャパントレーニングスクール美容科 - 大和高田市磯野新町
- ビューティアートスクール美容科 - 奈良市西木辻町

#### 和歌山県
公共職業訓練（2010年1月現在）
- 和歌山県立和歌山産業技術専門学院
- 和歌山県立田辺産業技術専門学院
- 和歌山県立新宮高等技術専門校

認定職業訓練
- 新宮地域職業訓練協会
- 職業訓練法人中紀技能訓練協会
- 田辺広域圏職業訓練協会
- 和歌山情報サービス産業協会
- 和歌山美容サービス職業訓練校
- 和歌山県自動車整備振興会
- キャリアアップ職業能力開発校
- ヒロシビューティカレッジ
- 田辺地域職業訓練センター
- 新宮高等職業訓練校
- 和歌山高等職業訓練校
- 和歌山県電気工事訓練校
- 中紀職業能力開発校

### 四国

#### 愛媛県
公共職業訓練（2020年5月現在）
- 愛媛県立愛媛中央産業技術専門校
- 愛媛県立愛媛中央産業技術専門校松山駐在
- 愛媛県立新居浜産業技術専門校
- 愛媛県立宇和島産業技術専門校

認定職業訓練
- アルス・インターナショナルアカデミー
- 四国美容職業訓練校
- 三浦共同高等職業訓練校
- 愛媛県職業能力開発協会
- ジョージ職業訓練校
- 愛媛県管工事協会連合会
- 今治地域造船技術センター
- 今治コンピュータ・カレッジ（職業訓練法人東予情報処理技術振興財団）
- 松山共同高等職業訓練校（社団法人松山共同職業訓練協会）

#### 高知県
公共職業訓練（2010年1月現在）
- 高知県立高知高等技術学校
- 高知県立中村高等技術学校

認定職業訓練
- 高知県建築大工高等職業訓練校（普通課程：木造建築科）
- シャンゼ美容職業訓練校
- 高知CLBアカデミー高等職業訓練校
- 浜幸職業訓練校
- セイレイ工場株式会社高知工場（普通課程：商品技術基礎講座）
- 高知県板金高等職業訓練校（普通課程：建築板金科）
- 高知県建設高等職業訓練校（普通課程：土木施工科/短期課程：土木科、測量科）
- 高知県産業訓練協会（短期課程：管理監督者コース1科・3科、販売科、一般事務科、経営実務科）
- 高知県職業能力開発協会（短期課程：情報処理科）
- 社団法人高知県塗装工業会（短期課程：塗装科、樹脂接着剤注入施工科、防水施工科）
- 高知県林業労働力確保支援センター（短期課程：林業機械運転科）

#### 徳島県
公共職業訓練（2014年2月現在）
- 徳島県立中央テクノスクール
- 徳島県立南部テクノスクール
- 徳島県立西部テクノスクール

認定職業訓練（2008年4月1日現在）
- 高橋和裁高等職業訓練校(株式会社きものの高橋呉服店）
- C・U・Tスクール職業訓練校（オルガニークアソシエーツ有限会社）
- 徳島県調理高等職業訓練校（株式会社ふじや）
- ヴォーグ職業訓練校（有限会社ヴォーグ）
- 阿波徳島高等職業訓練校（職業訓練法人阿波徳島職業訓練協会）
- 徳島県合同和裁職業訓練校（徳島県合同和裁職業訓練協会）
- 徳島県和裁高等職業訓練校（職業訓練法人徳島県和裁職業訓練協会）
- ヴィーヴル職業訓練校
- ファスト職業訓練校（有限会社ファスト美容院）
- 徳島CLBアカデミー（株式会社佐和子の店）
- 丸久ファッションアカデミーセンター（職業訓練法人丸久職業訓練協会）
- 社団法人徳島県自動車整備振興会
- 徳島県職業能力開発協会
- T.H.A.職業能力開発校（T.H.A.会）
- 徳島食品技術研修学院（職業訓練法人徳島食品工業職業能力開発協会）

#### 香川県
公共職業訓練（2011年4月現在）
- 香川県立高等技術学校（高松校、丸亀校）

認定職業訓練
- 香川県職業能力開発協会
- ソーイングスクール原和裁
- KUMANO BEAUTY TOP ACADEMY
- タカラ高等職業訓練校
- 美容室さかもと職業訓練校美容科
- ふじむら職業訓練校美容科

### 中国

#### 岡山県
公共職業訓練（2010年1月現在）
- 岡山県立南部高等技術専門校（愛称：ハレテク倉敷）
- 岡山県立北部高等技術専門校（愛称：ハレテク津山）
- 岡山県立北部高等技術専門校美作校（愛称：ハレテク美作）

認定職業訓練
- 岡山県洋裁技能協会
- ナカウン職業訓練校
- 岡山県建設労働組合岡山建設共同高等職業訓練校
- 岡山県建設労働組合倉敷共同高等職業訓練校
- 日本クレーン協会水島教習所
- コマツ教習所（株）中国センタ

#### 広島県
公共職業訓練（2010年1月現在）
- 広島県立広島高等技術専門校
- 広島県立呉高等技術専門校
- 広島県立福山高等技術専門校
- 広島県立三次高等技術専門校

認定職業訓練
- 職業訓練法人東広島地域職業能力開発協会
- 財団法人沼隅町福祉文化振興会
- 職業訓練法人広島北部地域職業能力開発協会
- 広島県建築高等職業訓練校
- 職業訓練法人広島建設アカデミー
- 社団法人広島ビルメンテナンス協会
- SPC広島職業訓練校
- バブコック日立株式会社
- マンション管理アカデミー広島校
- ラランジェトレーニングセンター
- 安全衛生教育センター
- 因島技術センター
- 株式会社ミツトヨ高等職業訓練校
- 技能講習所教育センター
- 建設総合能力開発校
- 呉事業所高等職業訓練校
- 広島ヘア・デザイン学院
- 広島県警備業協会教育センター
- 広島県自動車整備振興会
- 広島県職業能力開発協会
- 広島県労働基準協会?
- 広島後呂和裁職業訓練校
- 広島市指定上下水道工事業協同組合
- 広島硝子施工高等職業訓練校
- 広島北部地域職業訓練センター
- 三菱三原高等技能訓練校
- 三菱重工業機械・鉄構事業本部?
- 勝矢和裁職業訓練校
- 中国ブロック信用組合協議会
- 東広島地域職業訓練センター
- 備後信用組合
- 美容室シンジグループ
- 武田和裁高等専門校
- 福山地域職業訓練センター

#### 島根県
公共職業訓練（2024年12月時点）
- 島根県立東部高等技術校
- 島根県立松江高等技術校（愛称：テクノスクール松江）
- 島根県立出雲高等技術校（愛称：テクノスクール出雲）
- 島根県立浜田高等技術校（愛称：テクノスクール浜田）
- 島根県立益田高等技術校（愛称：テクノスクール益田）

認定職業訓練
休校中を除く。
- 特定非営利活動法人ビジネスサポートひかわ ものづくり実践塾
- 平田建築共同職業訓練運営会
- 中筋グループ技能開発センター
- サンキヘアアカデミー

- 島根電工グループ職業訓練センター
- SAT能力開発センター
- 島根県菓子技術専門校

- 日立金属株式会社　安来工場技能者養成所
- 安来市学習訓練センター

- 島根中央地域職業訓練センター（大田市大田町）
- 邑智地域能力開発センター（邑智郡川本町）
- 六日市町能力開発センター（鹿足郡吉賀町）

#### 鳥取県
公共職業訓練（2010年1月現在）
- 鳥取県立倉吉高等技術専門校
- 鳥取県立米子高等技術専門校

認定職業訓練
- 鳥取県中部建築高等職業訓練校
- 鳥取県八頭郡建築高等職業訓練校
- 鳥取県西部建築高等職業訓練校
- 鳥取市建築高等職業訓練校
- 鳥取県左官高等職業訓練校
- チコアンド田園理容・美容技能校
- 鳥取県自動車整備振興会技術講習所
- 鳥取県林業労働力確保支援センター
- 鳥取県板金工業組合

#### 山口県
公共職業訓練（2010年2月現在）
- 山口県立東部高等産業技術学校
- 山口県立西部高等産業技術学校

認定職業訓練
- 山口県職業能力開発協会
- 日本建設左官高等職業訓練校(株式会社山本工業所）
- 下野工業高等職業訓練校(下野工業株式会社）
- 日立笠戸技術研修校(株式会社日立製作所電機グループ笠戸事業所）
- 三菱重工業株式会社下関造船所教育研修センター(三菱重工業株式会社下関造船所）
- 積水ハウス西日本技術研修センター(積水ハウス株式会社）
- ファッション企画ワールド21美容理容職業訓練校(株式会社ファッション企画ワールド）
- カンダ美容職業訓練校(株式会社カンダ）
- 職業訓練法人山口県表具内装訓練協会
- 職業訓練法人周南コンピュータ・カレッジ
- 山口県表具内装高等職業訓練校
- 山口建設高等職業訓練校
- 山口県自動車整備研修センター
- 山口県電気技術研修センター
- 周南コンピュータカレッジ
- 周東職業訓練校

### 九州・沖縄

#### 福岡県
公共職業訓練（2010年1月現在）
- 福岡県立福岡高等技術専門校
- 福岡県立戸畑高等技術専門校
- 福岡県立小竹高等技術専門校
- 福岡県立久留米高等技術専門校
- 福岡県立大牟田高等技術専門校
- 福岡県立田川高等技術専門校
- 福岡県立小倉高等技術専門校

認定職業訓練
- 九州和裁技術専門学院
- 福岡板金高等職業訓練校
- 全九州和裁専門校
- 粕屋建築高等職業訓練校
- 福岡畳高等職業訓練校
- 福岡和裁学院
- 久留米技能訓練会久留米建築高等職業訓練校
- 職業訓練法人久留米地区職業訓練協会
- 職業訓練法人豊前地区職業訓練協会
- 職業訓練法人北九州地区職業訓練協会
- 筑後配管設備高等職業訓練校
- 北九美容高等技術専門校
- 福岡理容技術専門校
- 壱岐高等職業訓練校
- 大工育成塾
- ヤンマー農機九州研修サービスセンター
- 九電工教育センター
- ヤマサキ (福岡県)#山﨑高等技術専門校
- 西部ガス総合研究研修所（人材開発センター）
- 久留米和裁高等技術専門校
- 社団法人福岡県技能士会連合会
- 福岡成人訓練センター技能向上コース
- 職業訓練法人福岡地区職業訓練協会
- 北九州地域職業訓練センター
- 久留米地域職業訓練センター
- 豊前地域職業訓練センター
- 警備員教育研修センター
- 久留米コンピュータカレッジ
- 直方コンピュータカレッジ
- 東九州京築美容職業訓練校
- 筑紫地区商工会職業訓練校

#### 佐賀県
公共職業訓練（2010年2月現在）
- 佐賀県立産業技術学院

認定職業訓練
- サガ･ソフト・アカデミー
- トータルビューティーアカデミー
- ファッションリゲルアカデミー
- 伊万里共同高等職業訓練校
- 佐賀建築技術専門学院
- 佐賀県官工事技術研修センター
- 佐賀県警備業職業訓練校
- 佐賀県農業機械職業訓練校
- 鹿島総合技能専門学院
- 鹿島藤津高等職業訓練校
- 唐津ビューティーカレッジ
- 職業訓練法人唐津高等職業訓練運営会唐津高等職業訓練校（木造建築科・塑性加工科・園芸サービス科の各2年コースと木造建築科のみ短期コース）
- 武雄総合技能専門学院
- 総合能力開発センター

#### 長崎県
公共職業訓練（2010年1月現在）
- 長崎県立長崎高等技術専門校
- 長崎県立佐世保高等技術専門校

認定職業訓練
- 長崎県建設技術専門学院
- 佐世保建設技術専門学院
- 島原建設技術専門学院
- 大村建設技術専門学院
- 諫早大村高等職業訓練校
- 壱岐高等職業訓練校
- 長崎県印刷工業組合
- 社団法人日本造園組合連合会長崎県支部
- 長崎県管工事・テクノセンター
- 長崎県警備業協会教育研修センター
- ビューティーワーク長崎
- 長崎能力開発センター
- 長崎県職業能力開発協会
- 三菱長崎造船所高等訓練校
- 大島溶接技術高等訓練校
- いさはやコンピュータ・カレッジ
- ウィンプランツフラッシュアカデミー
- 長崎地域造船造成技術研修センター
- 長崎県石油商業組合
- 五島高等職業訓練協会
- 株式会社メトロコンピュータサービス

#### 熊本県
公共職業訓練（2014年2月現在）
- 熊本県立熊本高等技術専門校

認定職業訓練
- 上内左官高等職業訓練校
- 熊本職業和裁技術専門校
- ラ・モード職業訓練校
- 永野工業能力開発研修センター
- オオタ左官訓練センター
- 上益城建設高等職業訓練校
- 八代高等職業訓練校
- 職業訓練法人玉名職業訓練運営会玉名高等職業訓練校
- 熊本市建設技術専門学院
- 九州洋裁職業訓練校
- 人吉球磨能力開発センター
- 熊本県板金高等職業訓練校
- 熊本県建設仕上職業訓練校
- 職業訓練法人熊本市職業訓練センター
- 熊本合同和裁高等職業訓練校
- 熊本県自動車整備商工組合技能研修センター
- 熊本県総合ビルメンテナンス職業訓練校
- 熊本県管工事業組合連合会技術研修センター
- 和裁訓練校シルク･ワーム
- 熊本美容職業訓練校
- 熊本県美容技術研修センター

#### 宮崎県
公共職業訓練（2010年1月現在）
- 宮崎県立産業技術専門校
- 宮崎県立産業技術専門校高鍋校

認定職業訓練
- 延岡高等職業訓練校
- 職業訓練法人日向地区職業訓練会日向地区高等職業訓練校
- 東児湯高等職業訓練校
- 西都高等職業訓練校
- 宮崎高等技術専門校
- 宮崎和裁高等職業訓練校
- 都城地域高等職業訓練校
- 小林高等職業訓練校
- 日南高等職業訓練校
- 宮崎美容職業訓練校
- 宮崎美容技能訓練校
- 宮崎県管工事技術研修センター
- オーバル・ジョブ・トレーニング・カレッジ
- 宮崎ビューティカレッジ
- 宮崎コンピュータ技術職業訓練校
- 宮崎県土木施工管理技士センター
- 宮崎県土木施工管理士会土木施工管理科
- 宮崎県産業開発青年協会
- 宮崎県職業能力開発協会

#### 大分県
公共職業訓練（2010年1月現在）
- 大分県立大分高等技術専門校
- 大分県立佐伯高等技術専門校
- 大分県立日田高等技術専門校
- 大分県竹工芸・訓練支援センター

認定職業訓練
- 日田香蘭高等職業訓練校
- 庚申和裁学院
- 九州瓦学院
- 日田共同高等職業訓練校
- 大分電気工事学院
- 中津コンピュータ・カレッジ
- 大分建築テクニカルスクール
- 西日本縫製高等職業訓練校
- 大分県理容美容職業訓練校
- 大分県建設技術学院
- 大分県木工高等専門校
- 大分るうふ学院
- 明日香職業能力開発校
- 大分県理容美容テクニカルスクール
- 大分県自動車整備教育センター
- 大分地域造船技術センター
- 明星職業能力開発校
- 大分県職業能力開発協会
- 中津市工業連合会
- 大分県管工事協同組合連合会設備科
- 大分県警備業協会セキュリティ科

#### 鹿児島県
公共職業訓練（2010年1月現在）
- 鹿児島県立吹上高等技術専門校
- 鹿児島県立宮之城高等技術専門校
- 鹿児島県立姶良高等技術専門校
- 鹿児島県立鹿屋高等技術専門校

認定職業訓練
- 職業訓練法人鹿児島市職業訓練協会鹿児島高等技術専門校（普通課程:木造建築科、鉄筋コンクリート施工科、左官・タイル施工科、表具科、建築塗装科、木工科、サッシ・ガラス施工科、畳科）
- 鹿児島県造園技能協会鹿児島造園技術専門校（短期課程：造園科）
- 鹿児島美容技術専門校（短期課程：着付科）
- 財団法人かごしま産業支援センター
- 職業訓練法人川内能力開発協会
- 川内技術開発センター（短期課程：総合建設科、パソコン科OAコース、パソコン科アプリケーションコース、CAD科）
- 本場奄美大島紬技術専門学院（普通課程：織布科)
- 出水共同高等職業訓練校（普通課程：土木施工科、木造建築科、2級土木施工管理講習）
- 鹿児島県美容研修センター短期課程
- 鹿児島観光技能訓練協会短期課程
- 鹿児島ビューティカレッジ（理・美容科）
- 薩摩ビューティカレッジ（理・美容科）
- 鹿児島県林業労働力確保支援センター
- 鹿児島県インテリアスクール
- 太平工務店高等職業訓練校

#### 沖縄
公共職業訓練（2010年2月現在）
- 沖縄県立浦添職業能力開発校
- 沖縄県立具志川職業能力開発校

認定職業訓練
- 沖縄県職業能力開発協会（監督者訓練科、電子入札納品科）
- 北部電気工事業協会電気工事科
- 沖縄県板硝子事業協同組合ガラス施工科